# Château de Malbosc
Le château ou manoir de Malbosc, est un château situé aux Cabannes, dans le Tarn (France).
Mentionné au XVe siècle, c'est un grand manoir flanqué d'une puissante tour.

## Historique
Le château de Malbosc est attesté dès 1432, mentionné dans les textes comme un Fortalicium, c'est-à-dire une maison forte. Il appartient alors à la famille de Molinier, et la date de sa construction n'est pas connue.
En 1497, la bâtisse passe aux mains de la famille Delhom ou de l'Holm, lors du mariage d'un membre de cette famille avec l'héritière, Madame de Vaure de Molinier. En 1523, l'édifice est de nouveau cité, cette fois ci en tant que castrum. En 1596, c'est un certain Aymar de L'Holm qui en est seigneur, et possède aussi les terres de La Gazelle à Vindrac-Alayrac.

## Architecture
Le château de Malbosc est un édifice rectangulaire sur trois étages, construit autour d'une cour intérieure. C'est un bel exemple des manoirs ruraux de la région de Cordes. La cour est encadrée au nord par trois ailes en U, celle à l'Est étant flanqué en son centre par une puissante tour ronde. Cette dernière donne sur la cour, renferme un escalier à vis, et surmonte largement les toitures de l'édifice.
La cour est fermée au sud par un mur d'enceinte, percé de quatre meurtrières et dont la porte d'entrée est surmontée d'un encorbellement à mâchicoulis. En dessous des meurtrières, les armoiries de la famille de l'Holm sont gravées sur un écu de pierre, soulignées de la date de 1629. Ces armoiries sont un lion puis un croissant et à dextre une sorte de bourdon de pèlerin ou de crosse[réf. souhaitée].